# Soela-archipel
De Soela-eilanden (Kepulauan Sula) is een eilandengroep in Indonesië ten oosten van het Oostelijk Schiereiland van Sulawesi. 
De eilandengroep maakt deel uit van de Noord-Molukken. De drie grootste eilanden zijn:
- Mangole
- Sanana
- Taliabu

Daarnaast zijn er nog een aantal kleinere eilanden:
- Limbo
- Seho
- Kano
- Lifamatola
- Kabihu
- Tonga
- Sanadar Besar

Het gebied is 9.632 km² groot en heeft circa 108.015 inwoners (2000).